# Megaselia buxtoni
Megaselia buxtoni är en tvåvingeart som beskrevs av Colyer 1954. Megaselia buxtoni ingår i släktet Megaselia och familjen puckelflugor. Arten är reproducerande i Sverige. Inga underarter finns listade i Catalogue of Life.